# Andora
Pour les articles homonymes, voir Andorre (homonymie) et Andora (artiste).
Andora (Andeua en langue ligurienne) est une commune de la province de Savone, dans la région Ligurie, en Italie.

## Administration
| Période                                  | Période  | Identité      | Étiquette | Qualité |
| ---------------------------------------- | -------- | ------------- | --------- | ------- |
| 14 juin 2004                             | En cours | Franco Floris |           |         |
| Les données manquantes sont à compléter. |          |               |           |         |

### Hameaux
San Pietro, San Bartolomeo, San Giovanni, Castello, Rollo, Conna, Colla Micheri.

### Personnalités liées à la commune
- Thor Heyerdahl, explorateur et anthropologue norvégien, mort le 18 avril 2002 à Colla Micheri.

### Communes limitrophes
Alassio, Cervo, Garlenda, Laigueglia, San Bartolomeo al Mare, Stellanello, Villa Faraldi, Villanova d'Albenga.

### Évolution démographique
Habitants recensés

## Jumelages
- Larvik (Norvège) depuis 2006.